# Distant Worlds
Distant Worlds é um jogo de guerra de grande estratégia em tempo real desenvolvido pela Code Force e publicado pela Matrix Games.
Distant Worlds foi lançado em 25 de março de 2010. Três expansões subsequentes, Return of the Shakturi, Legends e Shadows foram lançadas em 2010, 2011 e 2013, respectivamente. O jogo apareceu na plataforma Steam em 23 de maio de 2014, sob o nome Distant Worlds: Universe, reunindo o jogo original e todas as expansões em um único pacote com novos conteúdos. Foi seguido por Distant Worlds 2, lançado em 2022.

## Jogabilidade
A jogabilidade apresenta até 1.400 sistemas estelares, com até 50.000 planetas, luas e asteróides em apenas única sessão.
As diferenças principais de outros jogos do gênero é a escala, junto com sistemas de automação de tarefas que ajudam o jogador a comandar seu império.

## Recepção
Distant Worlds recebeu críticas geralmente positivas após seu lançamento. RTSguru deu 8 de 10, elogiando a replayability e grandes galáxias, enquanto desvia algumas críticas para a interface do usuário e gráficos. A Gamesquad deu uma nota 8.0 de 10 elogiando as opções de automação e o sistema econômico do jogo. No entanto, eles expressaram alguma preocupação com o tutorial do jogo, afirmando que "embora o jogo ajude o novo jogador com sua interface de usuário eficiente e dois tutoriais, o jogador ainda sente que o jogo o coloca em um traje espacial, dá-lhe um tapinha nas costas e o chuta para fora da câmara de ar para se defender sozinho." Metacritic registrou uma pontuação média ponderada de 81/100 para Distant Worlds: Universe.
O Setor Espacial inicialmente teve sentimentos mistos em relação ao jogo, dando-lhe 5,0 de 10. Ao elogiar a vastidão do jogo, eles finalmente sentiram que a interface, a curva de aprendizado íngreme, os gráficos sem brilho e algumas implementações de design ruins tornaram Distant Worlds "um jogo seco, estéril, esmagador, chato e, finalmente, não divertido de jogar". O revisor, Adam Solo, mais tarde modificou seu artigo para 8.8 de 10, afirmando que o jogo melhorou muito depois que vários patches e sua primeira expansão foram lançadas.